# Батьки та дочки
«Батьки та дочки» (англ. Fathers and Daughters) — драматична стрічка 2015 року спільного виробництва США та Італії, знята італійським режисером Габріеле Муччіно.

## Сюжет
Родина Девіс потрапляє в автомобільну трощу, внаслідок якої гине дружина Джейка, а у самого чоловіка починаються психологічні розлади. Маленька донька Кеті залишається у тітки Елізабет на час тривалого лікування батька. Після його повернення, Елізабет з чоловіком хочуть удочерити племінницю. Джейк відмовляє.
Здоров'я письменника Джейка Девіса погіршується: все частіше у нього трапляються судоми. На нову книгу критики відгукуються негативно, до того ж Елізабет з чоловіком подають в суд, намагаючись отримати права на Кеті. Це значно погіршує фінансове становище Джейка. Ситуація впливає на відносини тата з донькою: він менше часу приділяє їй, запізнюється, щоб забрати її зі школи.
Успіх приходить до письменника з виходом його нової книги, яка стає бестселером року. Через напад судоми Джейк посковзнувся і впав Джейк, удар був смертельним. Невдовзі він отримує Пулітцерівська премія за художню книгу посмертно.
Доросла Кеті працює в соціальній службі. Молода жінка хвора на німфоманію. Вона часто займається сексом з ледь знайомими чоловіками. На роботі вона отримує завдання провести корекційну роботу з Люсі, батьки якої загинули. Після трагедії вона ні з ким не розмовляє. Це була важка задача і керівник Кеті намагалася віддати Люсі більш кваліфікованому спеціалісту. Та в день розлуки дівчинка заговорила. Невдовзі в житті Кеті з'являється Кемерон, який закохується в неї. Маючи серйозні наміри, молодий чоловік запрошує її на вечерю з батьками, але в останній момент кохана відмовляє. Вона знайомиться в барі з чоловіком і займається з ним сексом вдома. Кемерон бачить презерватив і Кеті зізнається у своєму вчинку. Він кидає її. Розібравшись у собі, молода жінка намагається повернути Кемерона. Пара мириться.

## У ролях
| Актор             | Роль          |
| ----------------- | ------------- |
| Рассел Кроу       | Джейк Девіс   |
| Аманда Сейфрід    | Кеті          |
| Аарон Пол         | Кемерон       |
| Діане Крюгер      | Елізабет      |
| Квавенжане Волліс | Люсі          |
| Джанет Мактір     | Керолайн      |
| Октавія Спенсер   | лікар Спенсер |
| Джейн Фонда       | Тедді Стентон |
| Брюс Грінвуд      | Вільям        |
| Брендан Гріффін   | Еван          |

## Створення фільму

### Виробництво
Знімання фільму проходили в місті Піттсбург, Пенсільванія, США.

### Знімальна група
- Кінорежисер — Габріеле Муччіно
- Сценарист — Бред Деш
- Кінопродюсери — Ніколас Шартьє, Шерріл Кларк
- Композитор — Паоло Буонвіно
- Кінооператор — Шейн Герлбут
- Кіномонтаж — Алекс Родрігес
- Художник-постановник — Деніел Б. Кленсі
- Артдиректор — Грегорі А. Веймерскірш
- Художник-декоратор — Джулі Сміт
- Художник з костюмів — Айсіс Массенден
- Підбір акторів — Марі Верньє[3].

## Сприйняття
Фільм отримав змішані відгуки. На сайті Rotten Tomatoes оцінка стрічки становить 29 % на основі 49 відгуків від критиків (середня оцінка 4,2/10) і 57 % від глядачів із середньою оцінкою 3,5/5 (2 339 голосів). Фільму зарахований «гнилий помідор» від кінокритиків та «розсипаний попкорн» від глядачів, Internet Movie Database — 7,1/10 (19 153 голоси), Metacritic — 31/100 (17 відгуки критиків) і 6,2/10 (17 відгуків від глядачів).